# Jawahar Singh (visir)
Wazir Jawahar Singh Aulakh, traslitterato anche come Jawaheer Singh or Jawahir Singh (Gujranwala, 1814 – Lahore, 21 settembre 1845), è stato wazir dell'impero Sikh dal 14 maggio 1845 fino al suo assassinio ad opera dell'esercito Sikh Khalsa, il 21 settembre dello stesso anno, durante il regno di suo nipote, il maharaja Duleep Singh. Era il fratello maggiore di Jind Kaur, madre di Duleep Singh.

## Biografia
Jawahar era figlio di Manna Singh Aulakh e fratello della futura maharani Jind Kaur, del cui figlio Duleep Singh fu nominato tutore e precettore. Fu in seguito sostituito come tutore di Duleep Singh da Lal Singh, nominato dal wazir Hira Singh. Quest'ultimo fece imprigionare Jawahar Singh, sospettato di tradimento a favore Compagnia delle Indie Orientali. Durante la sua prigionia fu torturato da un bramino di nome Jodha Ram. Alla caduta di Hira Singh, Jawahar Singh, Lal Singh e Gulab Singh si proposero per la carica di wazir; il 14 maggio 1845 la maharani scelse suo fratello. Jawahar Singh mantenne la carica solo per nove tumultuosi mesi, durante i quali perseguitò i suoi avversari, tra cui Jodha Ram, che fece mutilare. Forte bevitore, Jawahar Singh diffidava dell'esercito Sikh Khalsa, che a sua volta diffidava di lui, e cercò l'appoggio delle truppe del mercenario Alexander Gardner.

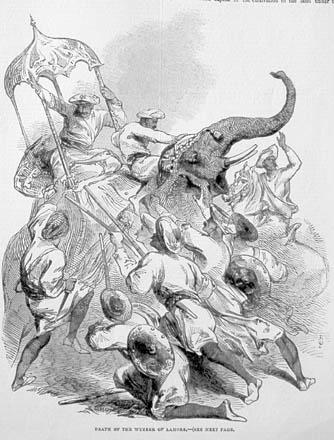
L'uccisione di Jawahar Singh, avvenuta il, raffigurata in The Illustrated London News

La sua azione più significativa fu il presunto ordine di uccidere il principe ribelle Pashaura Singh, ordine che fu eseguito dopo che a Pashaura Singh, arresosi, era stato offerto un salvacondotto. Il Khālsā credeva che Jawahar Singh avesse ordinato personalmente la morte di Pashaura Singh, nel timore che il principe rappresentasse una minaccia troppo grande per il giovane Duleep Singh. I leader del Khālsā chiesero che si presentasse al loro cospetto il 21 settembre 1845, cosa che egli fece dopo molte tergiversazioni e tentativi di corruzione. Jawahar Singh si presentò alla data stabilita, con una scorta di elefanti e alcune persone, tra cui la maharani e il maharaja, nel tentativo di garantire la propria sicurezza. I soldati, tuttavia, allontanarono la scorta e trascinarono via la maharani, gettando Jawahar Singh nel panico: Duleep Singh fu strappato dalle sue braccia e consegnato alla madre, mentre il wazir fu colpito con una baionetta, trascinato dal suo elefante e trafitto a morte, presumibilmente con cinquanta coltellate.